# Thalassoalaimus longicaudatus
Thalassoalaimus longicaudatus är en rundmaskart som beskrevs av Vitiello 1970. Thalassoalaimus longicaudatus ingår i släktet Thalassoalaimus och familjen Oxystominidae. Inga underarter finns listade i Catalogue of Life.